# Gmina Stare Juchy
Die Gmina Stare Juchy [ˈstarɛ ˈjuxɨ] ist eine Landgemeinde im Powiat Ełcki der Woiwodschaft Ermland-Masuren in Polen. Ihr Sitz ist das gleichnamige Dorf (deutsch Alt Jucha, seit 1929 Jucha, 1938 Fließdorf) mit etwa 1600 Einwohnern.

## Geographie

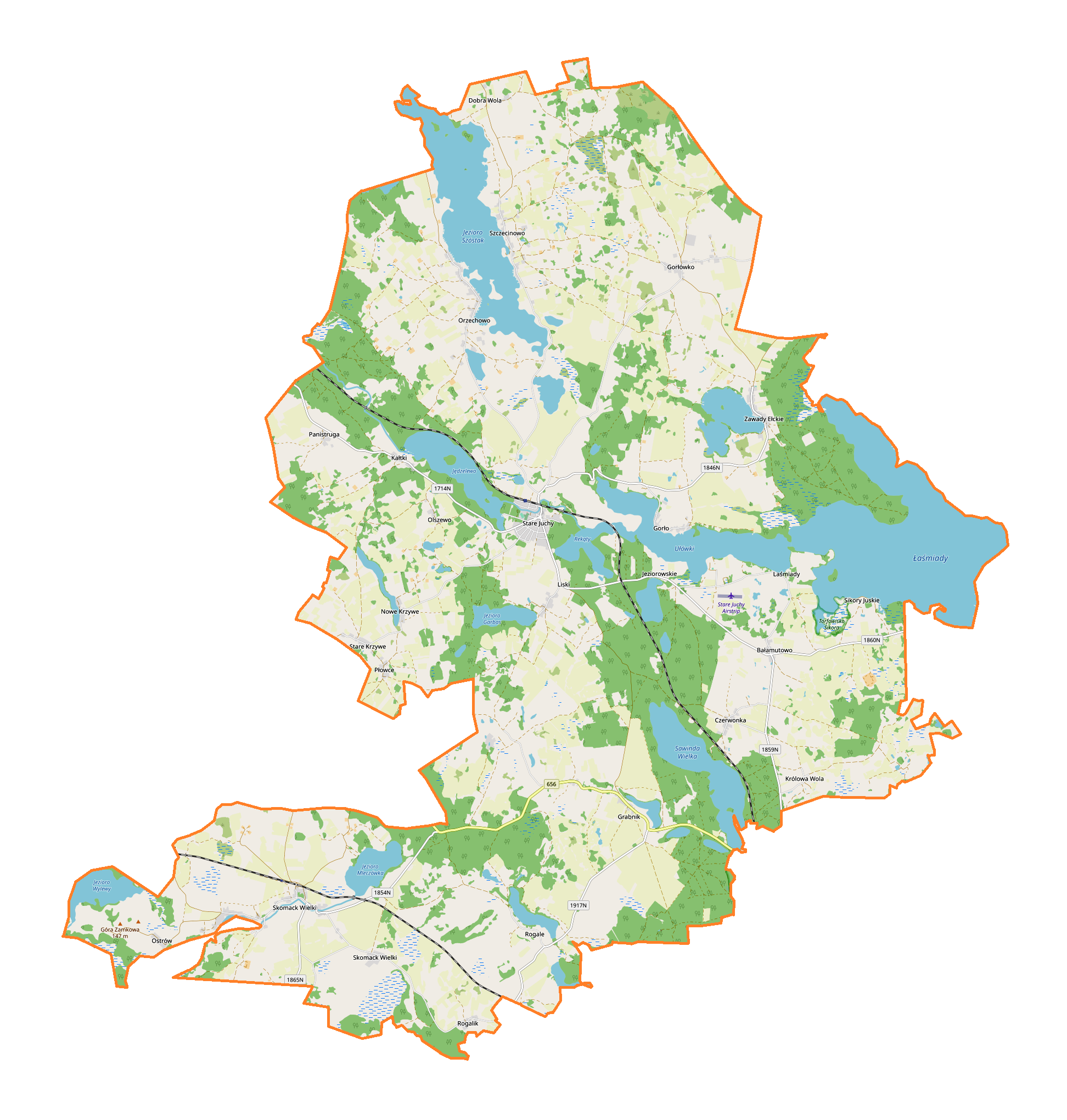
Karte der Landgemeinde

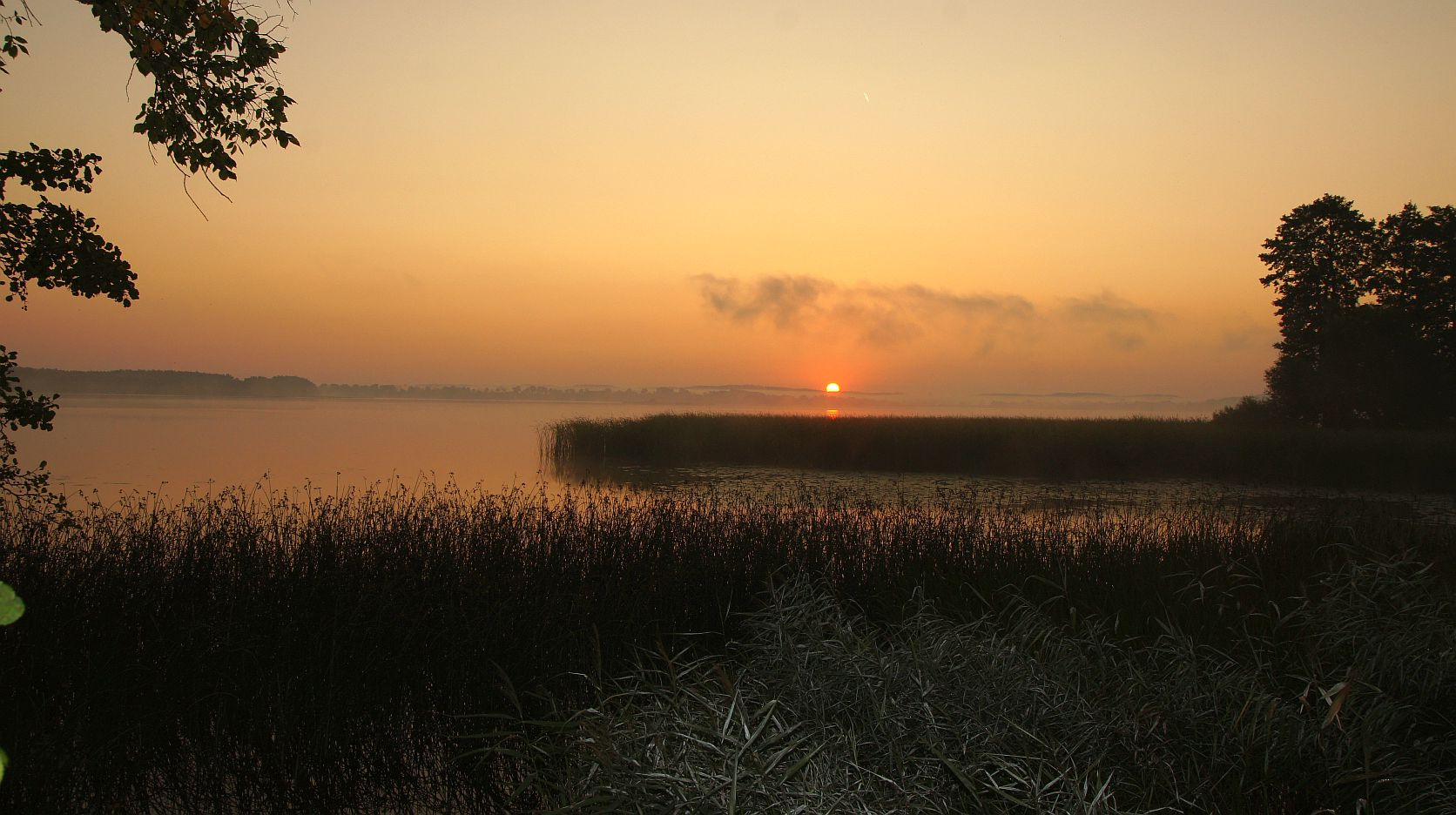
Morgen am Łaśmiady

Die Gemeinde liegt im Osten der Woiwodschaft. Die Kreisstadt Ełk (Lyck) ist etwa zehn Kilometer entfernt. Nachbargemeinden sind im Powiat Giżycki Wydminy im Nordwesten, im Powiat Olecki Świętajno im Nordosten, im Powiat Ełcki Ełk im Südosten und  im Powiat Piski Orzysz im Südwesten.
Die Landschaft ist reich an Seen. Der etwa 900 Hektar große Łaśmiady (Laschmieden See) ist mit dem 265 Hektar großen Ułówki (Uloffke-See) östlich des Hauptorts verbunden. Der Góra Płowiecka (Plowczer Berg) hat eine Höhe von 204 Metern.
Die Landgemeinde hat eine Fläche von 196,55 km², 59 Prozent werden land- und 17 Prozent forstwirtschaftlich genutzt.

## Gliederung
Die Landgemeinde (gmina wiejska) Stare Juchy besteht aus 25 Dörfern (deutsche Namen, amtlich bis 1945) mit einem Schulzenamt:
- Bałamutowo (Ballamutowen, 1934–1945 Giersfelde)
- Czerwonka (Czerwonken, 1932–1945 Rotbach)
- Dobra Wola (Dobrowolla, 1935–1945 Willenheim)
- Gorło (Gorlen, 1938–1945 Aulacken)
- Gorłówko (Gorlowken, 1938–1945 Gorlau)
- Grabnik (Grabnick)
- Grabnik (Osada) (Karlewen, 1938–1945 Karlshöfen)
- Jeziorowskie (Jesziorowsken, 1926–1945 Seedorf)
- Kałtki (Kaltken, 1938–1945 Kalthagen)
- Królowa Wola (Krolowolla, 1926–1945 Königswalde)
- Łaśmiady (Laszmiaden, 1936–1938 Laschmiaden, 1938–1945 Laschmieden)
- Liski (Lysken, 1938–1945 Lisken)
- Nowe Krzywe (Klein Krzywen, 1929–1945 Grünsee)
- Olszewo (Olschöwen, 1938–1945 Frauenfließ)
- Orzechowo (Orzechowen, 1924–1945 Nußberg)
- Panistruga (Panistrugga, 1927–1945 Herrnbach)
- Płowce (Plowczen, 1938–1945 Plötzendorf)
- Rogale (Rogallen)
- Sikory Juskie (Schikorren, 1927–1945 Wellheim)
- Skomack Wielki (Skomatzko, 1938–1945 Dippelsee)
- Skomack Wielki (Siedlung) (Thalau)
- Stare Juchy (Jucha, 1938–1945 Fließdorf)
- Stare Krzywe (Alt Krzywen, 1936–1945 Alt Kriewen)
- Szczecinowo (Szczeczynowen, 1925–1945 Steinberg)
- Zawady Ełckie (Sawadden, 1938–1945 Auglitten)

Weiler sind: Ostrów (Werder), Rogalik (Rogallicken, 1938–1945 Kleinrosenheide) und Sikory Juskie (osada).

## Verkehr

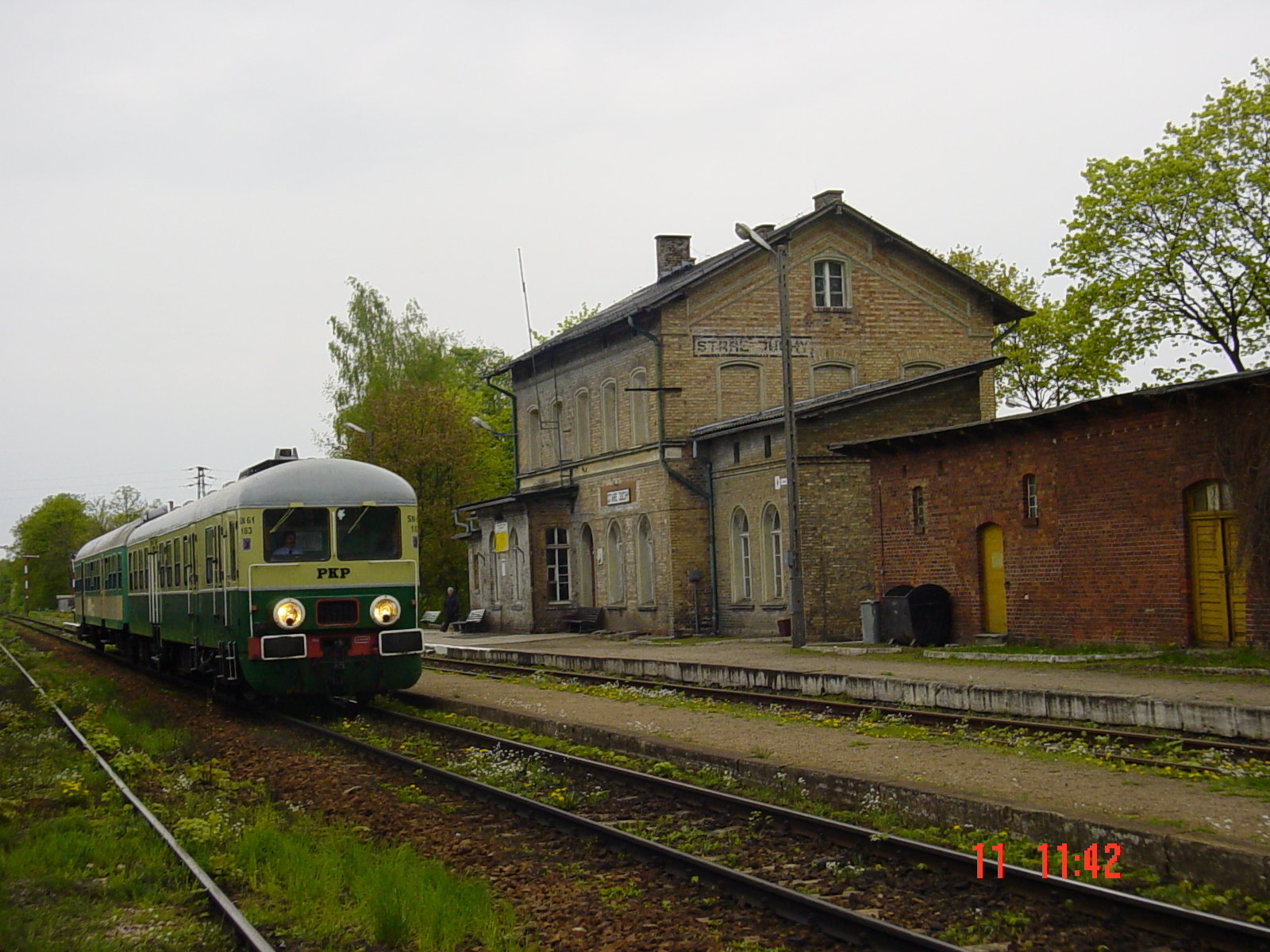
Bahnhof Stare Juchy

Die Woiwodschaftsstraße DW656 von der Kreisstadt Ełk (Lyck) führt über Grabnik (Grabnick) im Süden der Gemeinde nach Staświny (Staßwinnen).
Stare Juchy hat eine Bahnstation an der Strecke Korsze–Białystok.
Der nächste internationale Flughafen ist Danzig.